# Список видов семейства Nicodamidae
Список всех описанных видов пауков семейства Nicodamidae на 29 октября 2015 года.

## Ambicodamus
Ambicodamus Harvey, 1995
- Ambicodamus audax Harvey, 1995 — Восточная Австралия
- Ambicodamus crinitus (L. Koch, 1872) — Новый Южный Уэльс, Виктория, Тасмания
- Ambicodamus dale Harvey, 1995 — Квинсленд
- Ambicodamus darlingtoni Harvey, 1995 — Новый Южный Уэльс
- Ambicodamus emu Harvey, 1995 — Квинсленд
- Ambicodamus kochi Harvey, 1995 — Западная Австралия
- Ambicodamus leei Harvey, 1995 — Южная Австралия
- Ambicodamus marae Harvey, 1995 — Западная Австралия
- Ambicodamus sororius Harvey, 1995 — Квинсленд, Новый Южный Уэльс, Виктория, Тасмания
- Ambicodamus southwelli Harvey, 1995 — Новый Южный Уэльс, Виктория, Тасмания
- Ambicodamus urbanus Harvey, 1995 — Новый Южный Уэльс

## Dimidamus
Dimidamus Harvey, 1995
- Dimidamus arau Harvey, 1995 — Новая Гвинея
- Dimidamus dimidiatus (Simon, 1897) — Квинсленд, Новый Южный Уэльс
- Dimidamus enaro Harvey, 1995 — Новая Гвинея
- Dimidamus leopoldi (Roewer, 1938) — Новая Гвинея
- Dimidamus sero Harvey, 1995 — Новая Гвинея
- Dimidamus simoni Harvey, 1995 — Виктория

## Durodamus
Durodamus Harvey, 1995
- Durodamus yeni Harvey, 1995 — Квинсленд, Виктория, Южная Австралия

## Forstertyna
Forstertyna Harvey, 1995
- Forstertyna marplesi (Forster, 1970) — Новая Зеландия

## Litodamus
Litodamus Harvey, 1995
- Litodamus collinus Harvey, 1995 — Тасмания
- Litodamus hickmani Harvey, 1995 — Тасмания
- Litodamus olga Harvey, 1995 — Тасмания

## Megadictyna
Megadictyna Dahl, 1906
- Megadictyna thilenii Dahl, 1906 — Новая Зеландия

## Nicodamus
Nicodamus Simon, 1887
- Nicodamus mainae Harvey, 1995 — Западная Австралия, Южная Австралия
- Nicodamus peregrinus (Walckenaer, 1841) — Восточная Австралия

## Novodamus
Novodamus Harvey, 1995
- Novodamus nodatus (Karsch, 1878) — Новый Южный Уэльс, Виктория, Тасмания
- Novodamus supernus Harvey, 1995 — Новый Южный Уэльс

## Oncodamus
Oncodamus Harvey, 1995
- Oncodamus bidens (Karsch, 1878) — Новый Южный Уэльс
- Oncodamus decipiens Harvey, 1995 — Квинсленд, New ЮжнаяWales